# Crash 'N' Burn
Crash 'N' Burn es un videojuego de carreras desarrollado por Climax Racing y publicado por Eidos Interactive en 2004. El juego no guarda relación con el juego con título similar de 3DO.

## Jugabilidad
En el juego, el jugador compite en recreaciones ficticias de lugares del mundo real en los Estados Unidos, como Miami, Las Vegas y San Francisco, contra 16 oponentes de IA. Hay una variedad de modos de juego disponibles, la mayoría de los cuales se desbloquean ganando experiencia en los eventos disponibles hasta alcanzar un nivel de experiencia específico. Los modos de juego son:
- Carrera: los jugadores corren alrededor de una pista de circuito en un número determinado de vueltas. El primer jugador en cruzar la línea de meta gana.
- Carrera por equipos: los equipos rojo y azul se organizan al azar. Igual que una carrera normal, pero el equipo que obtenga una posición más alta en general gana colectivamente.
- Carrera Kamikaze: igual que una carrera normal, excepto que la mitad de los autos van en una dirección alrededor de la pista y la otra mitad va en la dirección opuesta.
- Team Kamikaze - Igual que la carrera Kamikaze, con la puntuación de una carrera normal por equipos.
- Running Man: se selecciona un jugador al azar para que sea el "running man". Los puntos se obtienen por ser el "hombre que corre", quien a su vez debe evadir a los oponentes el mayor tiempo posible. Un jugador puede convertirse en el "hombre que corre" simplemente etiquetando al "hombre que corre" actual.
- Último hombre en pie: los jugadores intentan mantenerse con vida mientras destrozan a tantos oponentes como sea posible. Los puntos se ganan al destrozar a los oponentes y se otorga una gran bonificación al último jugador con vida. El jugador con más puntos gana.
- Team Last Man Standing: los equipos rojo y azul luchan entre sí de la misma manera. El equipo sobreviviente gana colectivamente.
- Bomb Tag: se selecciona un jugador al azar para llevar una bomba, que está en cuenta regresiva continua. Este jugador debe deshacerse de la bomba marcando a un oponente, que se convierte en el nuevo poseedor de la bomba. Quienquiera que sostenga la bomba cuando su temporizador llegue a 0, se arruinará instantáneamente. El último jugador vivo gana.
- Asesinato: se selecciona un jugador al azar para que se destaque durante un breve período de tiempo. Mientras está resaltado, los oponentes ganan puntos por atacarlos y una gran bonificación por destrozarlos. El último jugador con vida gana una gran bonificación, pero gana el jugador con más puntos en general.

El jugador tiene 4 modelos de autos diferentes para elegir: Compacto, Camioneta, Músculo y Deportivo. Los autos compactos y las camionetas están disponibles desde el principio, mientras que los muscle cars y los autos deportivos deben desbloquearse. Cada modelo tiene su propia física de conducción y una selección única de partes de la carrocería, incluidos spoilers, parachoques delantero y trasero y faldones laterales. Aunque todos los vehículos son ficticios, se pueden usar ciertas combinaciones de partes para parecerse a los vehículos del mundo real.
Casi todas las pistas que aparecen en el juego tienen obstáculos estáticos, como slaloms, cruces y saltos. También se presentan pistas "X", también conocidas como variación de alto riesgo, que contienen baches y rampas adicionales. Aparecerán obstáculos dinámicos a medida que avanzan las carreras, como aceite y manchas de combustible inflamables, así como restos de vehículos totalizados.
Toda la personalización del vehículo se desbloquea a través de la tienda del juego. Cada evento completado otorga al jugador experiencia (EXP) y dinero. Se otorgan bonificaciones adicionales por aplastar a los oponentes, establecer vueltas más rápidas, ubicarse entre los tres primeros y dar vueltas líderes. Ganar EXP tarde o temprano hará que el jugador suba de nivel, lo que desbloqueará nuevos artículos de la tienda, que se compran uno a la vez con dinero. En ciertos niveles de EXP, el jugador obtiene bonificaciones gratuitas y bonificación por demolición, así como acceso a muscle cars y autos deportivos.

## Recepción
El juego recibió críticas "mixtas" en ambas plataformas según el agregador de reseñas Metacritic.